# Scotopteryx strangulata
Scotopteryx strangulata là một loài bướm đêm trong họ Geometridae.